# 로뱅 르 노르망
로빙 르 노르망(프랑스어: Robin Le Normand, 1996년 11월 11일 ~ )는 스페인의 축구 선수로 현재 라리가의 아틀레티코 마드리드에서 수비수로 활약하고 있다.

## 클럽 경력
르 노르망은 브르타뉴 지방 코트-다모르 주 파뷔 출신으로, 브레스투아 유소년부를 졸업하였다. 2013년 9월 21일, 그는 0-1로 패한 라니옹과의 샹피오나 드 프랑스 아마퇴르 2 원정 경기에서 2군 소속으로 성인 무대 신고식을 치렀다.
르 노르망은 2016년 3월 19일에 첫 성인 무대 득점을 기록했는데, 3-3으로 비긴 푸게르와의 원정 경기에서 브레스투아 2군의 3번째 득점을 올렸다. 4월 15일, 그는 1-2로 패한 소쇼-몽벨리아르와의 리그 2 경기에서 프로 무대 경기에 처음 출전하였다.
2016년 7월 5일, 르 노르망은 레알소시에다드와 2년 계약을 체결하고, 세군다 디비시온 B에 소속된 2군 선수단에 배정되었다. 그는 1군으로 도약하여 2018년 11월 26일, 2-1로 이긴 셀타 비고와의 안방 경기에서 라 리가 무대 첫 경기를 뛰었다.
2019년 2월 12일, 르 노르망은 하양-파랑 군단과의 계약을 2022년까지 연장하였고, 6월 9일에 정식적으로 1군으로 승격되었다.

## 수상

#### 레알 소시에다드
- 코파 델 레이 : 2019-20

#### 스페인
- UEFA 네이션스리그 : 2022-23
- UEFA 유로 : 2024

### 개인
- 라리가 이 달의 선수 : 21년 10월